# Coleco Gemini

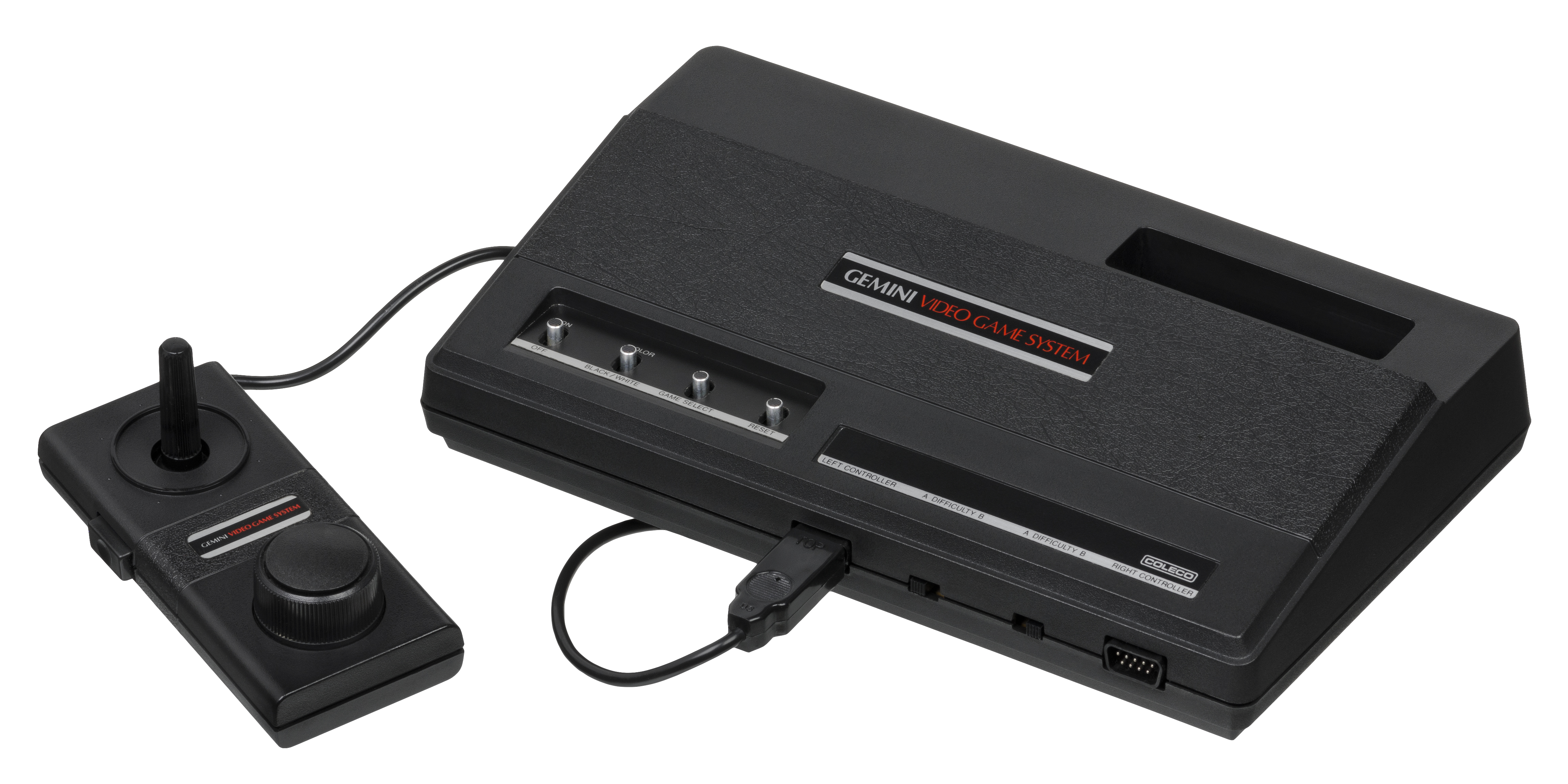
Coleco Gemini

O Coleco Gemini é um console de videogame desenvolvido para rodar todos os cartuchos do Atari 2600. Ele tem um formato bastante básico e aerodinâmico e utiliza uma combinação de joystick e knob rotatório  como controle padrão, embora seja totalmente compatível com todos os controles do Atari 2600. Os controles do Gemini são conhecidos como os melhores para jogar jogos do Atari 2600, e o Coleco Gemini também inspirou o design elegante dos consoles posteriores.

## Histórico
Em 1982, a Coleco lançou o Módulo de expansão nº 1 para o seu sistema de videogame ColecoVision, usando componentes prontos para uso, que permitiam que o ColecoVision fosse compatível com o Atari 2600. Mais tarde nesse mesmo ano, Atari processou a Coleco de violação de patente, e as empresas acabaram resolvendo fora dos tribunais com a Coleco tornando-se uma licenciada de patentes da Atari.

### Coleco Gemini vs. Atari 2600
O Coleco Gemini é um clone do Atari 2600 de 1982.

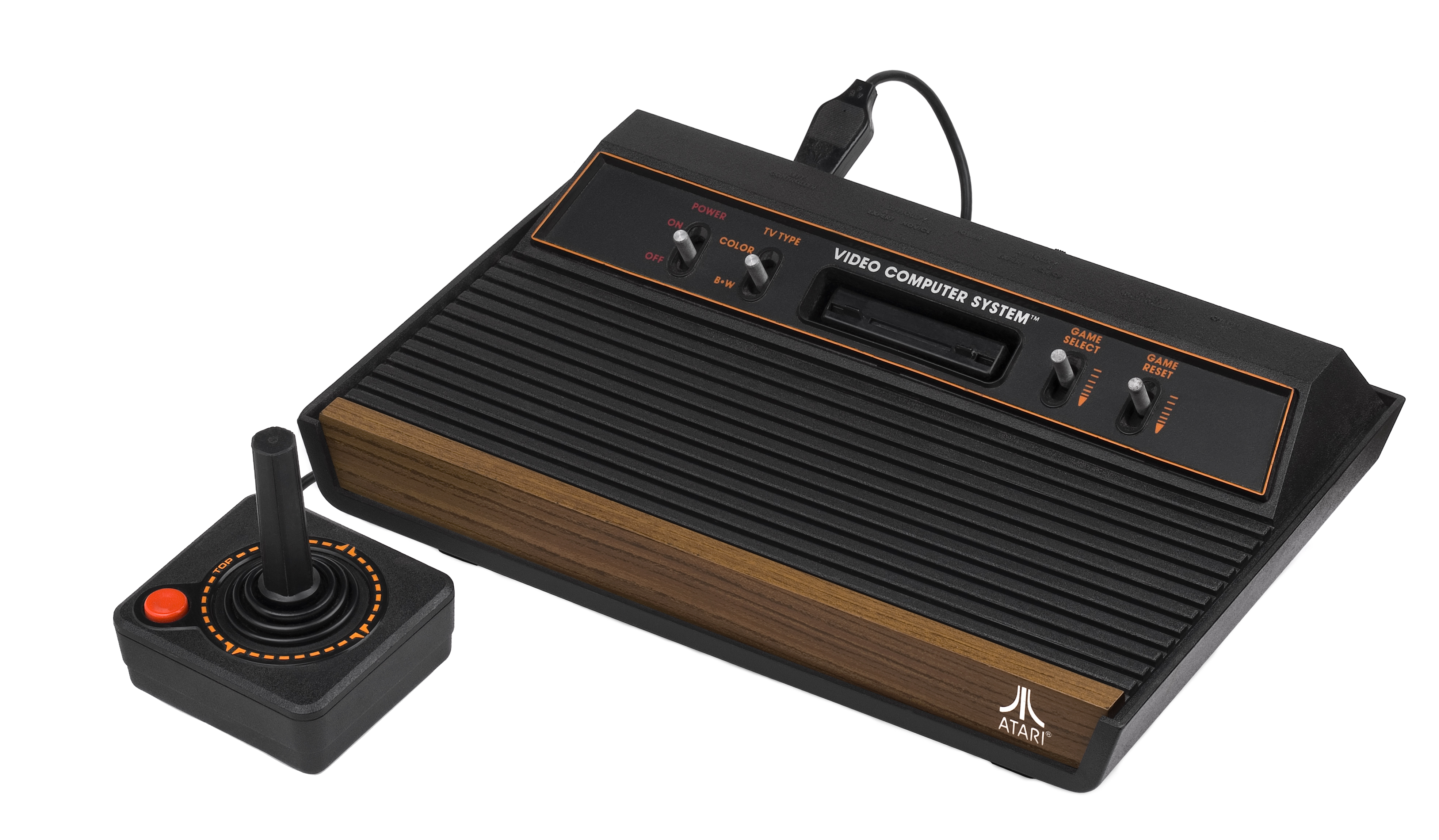
Atari 2600 da Atari

A principal diferença entre o Coleco Gemini e o Atari 2600 é o design do controle. Os controles do Coleco Gemini (apelidados de Dual Command) apresentavam um botão lateral, um joystick de 8 direções e um knob rotativo de 270 graus no mesmo controle (o joystick ficava na parte superior do controle, o knob na parte inferior e o botão no lado esquerdo. Para jogar com o knob, um conector em Y era usado para conectar dois controles ao conector do controle simultaneamente, em vez de trocar fisicamente os controladores.
O Gemini era mais compacto do que os grandes consoles de faux-woodgrain vendidos pela Atari na época. O Gemini também teve um jogo diferente incluído no sistema. Atari ainda estava incluindo o jogo Combat lançado em 1977. Os Gemini geralmente incluíam Pac-Man, Donkey Kong, mas em algum momento também incluíam Carnival, Mouse Trap e Front Line. A Sears também ofereceu uma versão do Gemini com Donkey Kong e Mouse Trap incluídos como cartuchos separados.

## Especificações Técnicas
- Processador: 6507 de 8 bits
- Velocidade da CPU: 1,19 MHz
- RAM: 128 bytes
- Resolução: 160x200, 128 cores
- Lançamento: 16 de agosto de 1982